# IC 3825
IC 3825 — галактика типу S (спіральна галактика) у сузір'ї Ворон.
Цей об'єкт міститься в оригінальній редакції індексного каталогу.